# 恩傑薩
恩傑薩（葡萄牙語：Engenheiros Especializados S/A，縮寫為「Engesa」）是一家巴西企業，主要於農業和國防領域生產車輛，特別是軍用卡車、裝甲戰鬥車輛、民用運動型多用途車等產品，曾為巴西最大的武器研發商。
恩傑薩以私人企業的形式自1963年開始營運，主要為專設全輪驅動系統到現有的商用貨車上，也曾為二次世界大戰後授給巴西陸軍的過時裝甲車輛、卡車等進行更新、汰換與重組的工程。
恩傑薩的第一個總部設置於聖保羅的自由大道。1975年，恩傑薩將總部轉移至聯合國大道。到了1985年，再轉移到巴魯埃里。然而其製造廠一直位在聖若澤多斯坎波斯。
恩傑薩麾下引領著巴西數個子企業，在諸多經濟領域中均有涉獵，並對外出口37個國家，包括恩傑薩電子（飛利浦的巴西子公司）和國家鐵路車廠（FNV-Fábrica Nacional de Vagões）。在1980年代，恩傑薩曾有超過5000名的員工，到了1993年更曾生產超過3,300輛裝甲車給巴西軍方，以及出口到其他國家。
1993年10月，恩傑薩公司宣佈破產。該公司的營運自波斯灣戰爭時就損失了2億美金，之後已投入全部預算的「奧索里約」主力戰車又銷不出去，最終破產。2001年，恩傑薩於聖若澤多斯坎波斯的製造廠被賣給了巴西航空工业公司。

## 產品
- 偵查用車：EE-3亞拉拉卡奎蛇式裝甲車
- 裝甲車：EE-9響尾蛇式裝甲車

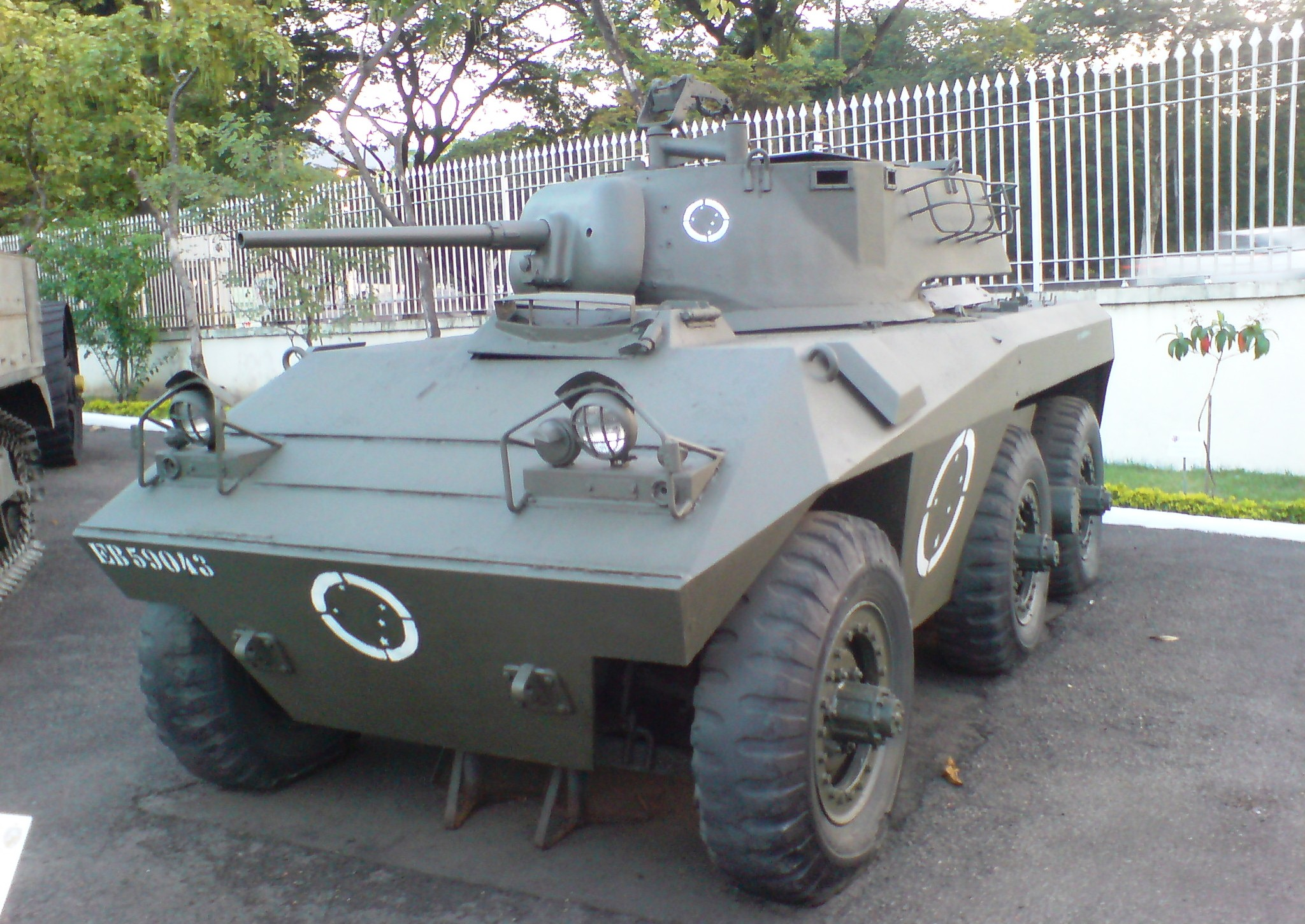
EE-9響尾蛇式裝甲車

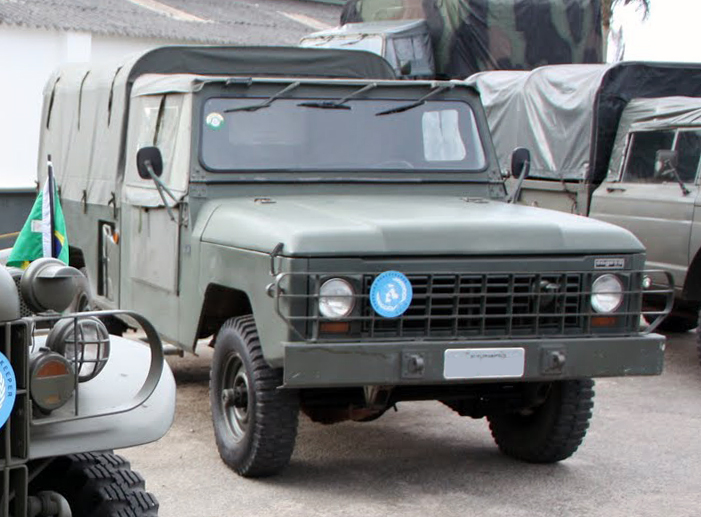
EE-34卡車

- 装甲运兵车：EE-11褐斑洞蛇式裝甲運兵車
- 卡車：EE-15、EE-25和EE-50
- 轻型多用途车：EE-4、EE-12和EE-34
- 裝甲防空車：EE-T4奧貢防空裝甲車
- 驅逐戰車：EE-17水蚺一式驅逐戰車和EE-18水蚺二式驅逐戰車
- 主力戰車：奧索里約主力戰車

## 資料來源
1. ↑  D. Hanel "The Defence Industry of Latin America" page 22 Military Technology 3/2010 ISSN 0722-3226